# Euxoa diluta
Euxoa diluta là một loài bướm đêm trong họ Noctuidae.